# بيتر بيرلي
بيتر بيرلي (بالإنجليزية: Peter Burleigh)‏ هو دبلوماسي أمريكي، ولد في 7 مارس 1942 في لوس أنجلوس في الولايات المتحدة.

## وصلات خارجية
- بيتر بيرلي على موقع إن إن دي بي (الإنجليزية)